# Артос (кинокомпания)
Кинокомпания «АРТОС» — российская кинокомпания, занимающаяся продюсированием и производством фильмов, телесериалов, музыкальных клипов и документальных фильмов. Основана в 2000 году в Москве и является правопреемницей компании «ДМ Студио», известной на рынке, как киностудия «Дед Мороз».

## История
Кинокомпания «АРТОС» (ООО «АРТОС») является правопреемницей кинокомпании «ДМ Студио» (ООО «ДМ Студио»/киностудия «Дед Мороз»), которая, работая в киноиндустрии с 2000 года, прошла путь от рекламной студии до кинокомпании, выпустившей такие картины как «Ликвидация», «Исаев», «Жизнь и судьба», «Икра» и др.

### Студия «Дед Мороз»
В 2000 году основателями компании стали Евгений Попов, Олег Компасов и Алексей Кузнецов. Первоначально студия занималась креативом, графическим дизайном, производством рекламных роликов и музыкальных клипов.
В 2003 году студия приняла участие в первом кинопроекте — 4-серийном телевизионном фильме «Медовый месяц», снятом по заказу компании «Синемафор».
В 2004 году «Дед Мороз» сняла свой первый телевизионный кинопроект — остросюжетный фильм «Не в деньгах счастье» в 4-х сериях.
2005 год стал дебютом студии в полнометражном кино. «Дед Мороз» работал над производством семейного фантастического фильма «Азирис Нуна », снятого по повести Юрия Буркина и Сергея Лукьяненко «Сегодня, мама!», вошедшей в роман «Остров Русь».
В 2006 году студия приступила к производству многосерийного телевизионного фильма «Ликвидация». Картина была снята по заказу компании «Централ Партнершип».
Параллельно студия запустила в производство трёхсерийный документальный фильм «Норд-Ост. Обратная сторона успеха», посвящённого драматической истории российского мюзикла «Норд-Ост».
В 2007 году студия «Дед Мороз» приняла участие в работе над такими кинопроектами, как «День радио», «Кислород» и запустила в производство телевизионный многосерийный художественный фильм «Исаев», снятый по ранним произведениям Юлиана Семёнова. Фильм был создан для телеканала «Россия» по заказу компании «Централ Партнершип».
В последующие годы компания инициировала и спродюсировала телевизионные многосерийные фильмы «М.У.Р.», «Икра» по заказу АО «Первый канал» и «Жизнь и судьба» по одноимённому роману Василия Гроссмана.

### Студия «АРТОС»
В апреле 2022 года кинокомпании «Дед Мороз» была переименована в кинокомпанию «АРТОС». С этого года учредителями компании стали Евгений Попов (генеральный директор) и Константин Харалампидис (исполнительный директор).

## Деятельность
В 2022 году кинокомпания «АРТОС» приняла участие в работе над телевизионным сериалом «Святыни России», созданном по заказу православного телеканала «СПАС».
В 2022 году «АРТОС» при поддержке Института развития интернета (АНО «ИРИ») начала выпуск киножурнала «Вслух!».
За прошедшие четыре сезона было снято 112 выпусков киножурнала, каждый из которых включал три художественные новеллы, посвящённые актуальным темам в России и мире.
В 2022 году «АРТОС» приступил к работе над 8-серийным художественным фильмом «Семинаристы». Проект создаётся по заказу Фонда православного телевидения (телеканал «СПАС») при содействии Московской духовной академии.
В этом же году кинокомпания «АРТОС» и Русско-греческая лаборатория по культуре и информации «АГОРА» приступили к работе над документальным фильмом «Феофан Грек».

## Награды и номинации

### Студия «Дед Мороз»
| 2001 |
| Диплом победителя в разделе «Реклама в городской среде» Всероссийского фестиваля городской рекламы                                                           |
| 2004 |
| Диплом победителя конкурса «Львёнок 2004» в номинации «За регулярность» в рамках Презентации 51-го Международного Фестиваля Рекламы CANNES LIONS 2004        |
| 2006 |
| Диплом XIV Международного кинофестиваля детских кинофильмов «Артек» за компьютерную графику и спецэффекты в фильме «Азирис Нуна»                             |
| Телевизионный художественный сериал «Ликвидация» |
| 2007 |
| Премия «Ника» в номинации «За достижения в телевизионном кинематографе»                                                                                      |
| 2008 |
| Премия «ТЭФИ» за лучший телевизионный художественный сериал (Сергей Урсуляк)                                                                                 |
| Премия «ТЭФИ» за лучшую мужскую роль (Владимир Машков) |
| Премия «Золотой Орёл» за лучший телевизионный сериал (более 10 серий) (Сергей Урсуляк)                                                                       |
| Премия «Золотой Орёл» за лучшую женскую роль на телевидении (Ксения Раппопорт)                                                                               |
| Премия «Золотой Орёл» за лучшую мужскую роль на телевидении (Владимир Машков)                                                                                |
| Премия «Золотой Орёл» за лучшую работу художника-постановщика (Людмила Ромашко, Александр Кондратов, Татьяна Лаптева)                                        |
| Телевизионный художественный сериал «Исаев» |
| 2010 |
| Национальная премия в области кинематографии «Золотой Орёл» за лучший телевизионный сериал (более 10 серий) (Сергей Урсуляк)                                 |
| Телевизионный художественный сериал «Жизнь и судьба» |
| 2012 |
| Премия в области кино и телевидения АПКиТ за лучшую сценарную работу (Эдуард Володарский)                                                                    |
| Премия в области кино и телевидения АПКиТ за лучшую музыку к телевизионному фильму (Василий Тонковидов поровну с Даниилом Юделевичем за фильм «Анна Герман») |
| Премия в области кино и телевидения АПКиТ за лучшую операторскую работу (Михаил Суслов)                                                                      |
| Премия в области кино и телевидения АПКиТ за лучшую работу художника-постановщика (Алим Матвейчук, Олег Ухов)                                                |
| Номинант Международной премии «Эмми» (International Emmy Award) в номинации «Лучший телефильм или мини-сериал»                                               |

## Фильмография
| Название                                           | Год  | Режиссёр |
| -------------------------------------------------- | ---- | --- |
| Не в деньгах счастье (мини-сериал)                 | 2004 | Олег Компасов |
| Азирис Нуна (игровой)                              | 2006 | Олег Компасов |
| Норд-Ост. Обратная сторона успеха (документальный) | 2006 | Елена Малёнкина |
| Ликвидация (телевизионный сериал)                  | 2007 | Сергей Урсуляк |
| День радио (игровой)                               | 2008 | Дмитрий Дьяченко |
| Кислород (игровой)                                 | 2008 | Иван Вырыпаев |
| Исаев (телевизионный сериал)                       | 2009 | Сергей Урсуляк |
| Жизнь и судьба (телевизионный сериал)              | 2012 | Сергей Урсуляк |
| М.У.Р. (телевизионный сериал)                      | 2012 | Эльёр Ишмухамедов |
| Икра (телевизионный сериал)                        | 2017 | Виталий Воробьёв |
| Святыни России (телевизионный сериал)              | 2022 | Мария Христофорова |
| ВСЛУХ! (киножурнал, 1-й сезон)                     | 2022 | Константин Харалампидис, Андрей Мармонтов, Иван Агапов, Владимир Жарков, Вадим Гетц, Алёна Корчагина, Ека Волович, Андрей Томашевский, Иван Семененко, Полина Черкашина, Тимофей Рассомахин, Александр Назаров |
| Семинаристы (телевизионный сериал)                 | 2022 | В производстве |
| ВСЛУХ! (киножурнал, 2-й сезон)                     | 2023 | Константин Харалампидис, Андрей Мармонтов, Иван Агапов, Владимир Жарков, Вадим Гетц, Владимир Дегтеренко, Макар Карелин, Алексей Тутубалин, Елизавета Базалук, Вячеслав Ареховский                             |
| Феофан Грек (документальный)                       | 2023 | В производстве |
| ВСЛУХ! (киножурнал, 3-й сезон, молодёжный)         | 2024 | Константин Харалампидис, Владимир Жарков, Владимир Дегтеренко, Александр Ламакин, Ленар Марданов, Елена Крылаева, Юлия Горбачевская, Анна Артамонова, Артём Никитин, Стася Черненко                            |
| ВСЛУХ! (киножурнал, 4-й сезон, семейный)           | 2024 | Константин Харалампидис, Владимир Жарков, Владимир Дегтеренко, Александр Ламакин, Анна Артамонова, Артём Никитин, Стася Черненко                                                                               |